# Polistes gallicus
Polistes gallicus (Linnaeus, 1767) è una vespa del genere Polistes abbastanza comune in Europa.

## Descrizione
Polistes gallicus è riconoscibile dal colore nero dell'ultimo urosternite e delle guance. Presenta anche una macchia gialla su ogni mandibola.
È visibilmente più piccola della maggior parte delle polistes italiane più diffuse (Polistes dominula, Polistes nimpha ecc.)

## Biologia
Nidifica spesso sotto il sole diretto, su fusti erbacei o muretti.
Il ciclo vitale è pressoché identico a quello di Polistes dominula, con le differenze che nei nidi di questa specie è estremamente rara la poliginia.

Queste vespe nidificano in posti più esposti rispetto a P. dominula, utilizzando di frequente cespugli ed erba alta, meno di frequente muretti, cabine di legno e simili manufatti. Le popolazioni del sud della "Germania" sembrano avere al contrario una tendenza più spiccata alla nidificazione accanto all'uomo ed una pologinia discretamente comune. 
Questa specie costituisce colonie mediamente più numerose rispetto alle altre specie europee, arrivando spesso a superare il centinaio di individui in piena stagione, quando alle operaie in continuo ricambio si sommano i molti maschi e le femmine fertili, fondatrici dell'anno successivo. 
Maschi e future fondatrici, in autunno,  hanno la spiccata tendenza a riunirsi in gruppi unisessuali non lontano dalle colonie d'origine. Questi gruppi comprendono spesso almeno una operaia anziana, che difende lo sciame da eventuali pericoli. L'accoppiamento avviene spesso durante voli occasionali, gli aggregati maschili tendono a permanere anche fino a novembre, dopo che le femmine fecondate hanno iniziato l'ibernazione. Comunque sia, né i maschi né le operaie superano la stagione fredda.